# Oficial eletrotécnico
Um oficial eletrotécnico, oficial radioeletrônico (português brasileiro) ou oficial radioeletrónico (português europeu) é um oficial da secção de máquinas/seção de máquinas da marinha mercante, responsável pela manutenção dos sistemas elétricos de um navio.
Nos países de Língua Inglesa, este oficial é vulgarmente conhecido por "ETO" (sigla de electro-technical officer). Nalguns navios, também pode ser designado "engenheiro eletrónico/eletrônico" ou "eletricista".

## Funções
Um oficial eletrotécnico é responsável pela manutenção dos equipamentos de produção e de distribuição de energia, pelos sistemas eletrónicos de controlo automático, pelos sistemas eletrónicos de navegação e por outros sistemas elétricos existentes a bordo de um navio.
Os oficiais eletrotécnicos fazem parte da secção de máquinas dos navios, atuando sob a direção e supervisão do chefe de máquinas. Existindo mais de um oficial eletrotécnico a bordo, normalmente um deles desempenha a função de chefe do serviço de eletrotecnia, diretamente subordinado ao chefe de máquinas.
Nas marinhas mercantes onde a carreira não existe ou nos navios onde não embarcam oficiais eletrotécnicos, as funções inerentes a estes são desempenhadas pelos oficiais de máquinas.

## Formação e carreira
O acesso à carreira de oficial eletrotécnico implica uma formação em engenharia eletrotécnica, normalmente, numa escola de formação náutica especializada. Alguns oficiais eletrotécnicos provêm da antiga carreira de oficial radiotécnico. A carreira de oficial eletrotécnico só existe em alguns países e, mesmo nos países onde existe, normalmente, só existem destes oficiais a bordo dos navios maiores.
Em Portugal, a Escola Náutica Infante D. Henrique ministra o Curso Superior de Engenharia de Sistemas Eletrónicos Marítimos, cujos diplomados ficam habilitados a desempenhar a função de oficial radioeletrónico. No entanto, esta profissão não é uma das carreiras regulamentadas da Marinha Mercante Portuguesa.
No Brasil, a carreira de oficial eletrotécnico não existe, nem existe formação específica para a desempenhar.